# Namiya zakkaten no kiseki
Pour plus de détails, voir Fiche technique et Distribution.
Namiya zakkaten no kiseki (ナミヤ雑貨店の奇蹟), aussi connu sous le titre Miracles of the Namiya General Store, est un film fantastique japonais réalisé par Ryūichi Hiroki, sorti le 23 septembre 2017.
Il s'agit de l'adaptation du roman éponyme de Keigo Higashino. Il est premier du box-office japonais lors de son premier week-end.

## Synopsis
En 2012, Atsuya (Ryōsuke Yamada (en)) et ses deux copains, pendant une virée, pénètrent dans un vieille boutique et décident d'y rester jusqu'au matin. Durant la nuit, Atsuya trouve une lettre dans la boîte aux lettres adressée au magasin Namiya et envoyée par une personne soucieuse de connaître les problèmes de la boutique. Cette lettre a cependant été écrite il y a 32 ans et la boîte aux lettres est en fait reliée à l'année 1980. Atsuya et ses amis décident d'écrire une réponse et de placer leur lettre dans la boîte aux lettres.

## Fiche technique
- Réalisation : Ryuichi Hiroki
- Scénario : Hiroshi Saitō

## Distribution
- Ryōsuke Yamada (en) : Atsuya
- Toshiyuki Nishida (en) : Yūji Namiya
- Machiko Ono : Harumi Tamura
- Nijiro Murakami : Shota Kobayashi